# Division
Division je slovenska pop-rock skupina iz Maribora. Ustanovljena je bila leta 2003.

## Biografija
Skupina je nastala leta 2003, ko so štirje fantje in dekle začeli vaditi v Mariborskem taborniškem centru. Po začetnem iskanju stila so počasi našli svojo pot, nastajati so začele avtorske skladbe, predvsem v slovenskem jeziku.
Fantom se je odprla možnost za prve koncerte, kmalu so se v lastni produkciji odločili posneti prvo demo pesem »Še zadnjič«. Med snemanjem je padla dokončna odločitev o imenu skupine – Division. V letu 2004 je za skupino nastopilo nekaj kadrovskih sprememb, ko sta se skupini pridružila sedanji basist Martin in pevka Tanja. Skupina je ponovno začela koncertirati in delovati v polni postavi. Prijavili so se na televizijski natečaj Megabend televizije Net TV, kjer so po dveh nastopih zmagali. V studiu Danila Ženka so konec leta 2004 posneli demo posnetek pesmi »Carpe diem stil«.
Leta 2005 so se Division prijavili na nekatere natečaje (ŠOU Rock, Rock Otočec), kjer so uspešno nastopili in uspeli zmagati na predizborih ter se tako uvrstiti v finale. Začeli so z resnim koncertiranjem in postali stalnica na odrih v Mariboru in okolici. Jeseni leta 2005 so v studiu Danila Ženka posneli štiri pesmi: »Še zadnjič«, »Brez razloga«, »Dež« in »Najin spomin«.
Singl »Najin spomin« je kar cel mesec zavzemal prvo mesto na lestvici radia Velenje, singel »Dež« pa se je obdržal na lestvici Top 17 radia Maribor kar 9 tednov, od tega 2 tedna na 4. mestu, na radiu Odmev pa je bil izbran za popevko tedna. Singel »Dež« je bil zelo dobro sprejet med poslušalci in uredniki večine slovenskih radiev, večje komercialne postaje pa so ga večjidel spregledale.
Spomladi 2006 si je skupina nabrala kar nekaj koncertne kilometrine in se za zaključek koncertne sezone prebila skozi izborno sito ter nastopila na Rock Otočcu. V letih 2007 in 2008 se je skupina zaprla v studio in sredi leta 2009 izdala svoj prvenec Kratka zgodovina tega trenutka.
Zdi se, da je skupina bolj ali manj prenehala delovati leta 2014 (zadnjič so priložnostno nastopili na zaključni prireditvi projekta Urbani superheroji alternativne glasbene šole KUD Coda leta 2016).

## Zasedba
- Tanja Rafolt (vokal)
- Tomaž Bratuša (kitara, spremljevalni vokal)
- Jernej Bobanec (bobni)
- Martin Počkar (bas)
- Andrej Knehtl

Nekdanji člani
- Tomislav Šarenac (kitara)
- Tadej Durič

## Diskografija
- Kratka zgodovina tega trenutka (KUD Coda, 2009)

## Videospoti
- 2007: Neiskreno neizpeto
- 2009: Broadway show
- 2011: Smile